# David Peace
David Peace (ur. 1967 w Ossett) – brytyjski pisarz.
Otrzymał nagrody literackie: Grand Prix du Roman Noir (za powieść 1974), James Tait Black Memorial Prize (za powieść GB84) oraz dwukrotnie Deutscher Krimi Preis (za powieści 1974 i Tokyo Year Zero). W 2003 znalazł się na liście dwudziestu najlepszych młodych brytyjskich powieściopisarzy magazynu Granta. Cztery z jego książek doczekały się adaptacji filmowych: 1974, 1980, 1983 i The Damned Utd (polskie tytuły filmów – Wilcze prawo: 1974, Wilcze prawo: 1980, Wilcze prawo: 1983 i Przeklęta liga).  
Jest żonaty i ma syna. Mieszka w Tokio.

## Powieści
seria Wilcze prawo
1. Nineteen Seventy Four (1999; wydanie polskie 1974 2011)
2. Nineteen Seventy Seven (2000; wydanie polskie 1977 2011)
3. Nineteen Eighty (2001; wydanie polskie 1980 2011)
4. Nineteen Eighty Three (2002)

- GB84 (2004)
- The Damned Utd (2006)

seria Tokyo Trilogy
1. Tokyo Year Zero (2007)
2. Occupied City (2009)

- Red or Dead (2013)